# Златари (община Ресен)
 Тази статия е за селото в Ресенско, Северна Македония.  За селото в Ямболско, България вижте Златари.  
Златари (на македонска литературна норма: Златари) е село в община Ресен, Северна Македония.

## География
Селото e високопланинско, разположено на изток от град Ресен, в западните поли на Бигла планина.

## История
В XIX век Златари е село в Битолска кааза, нахия Горна Преспа на Османската империя. В „Етнография на вилаетите Адрианопол, Монастир и Салоника“, издадена в Константинопол в 1878 година и отразяваща статистиката на населението от 1873 година, Златру (Zlatru) е посочено като село с 43 домакинства и 135 жители българи.
Според статистиката на Васил Кънчов („Македония. Етнография и статистика“) от 1900 година Златари има 370 жители, всички българи християни. Селото пострадва по време на Илинденско-Преображенското въстание.
На Етнографската карта на Битолския вилает на Картографския институт в София от 1901 година Златари е чисто българско село в Битолската каза на Битолския санджак със 72 къщи.
През Илинденското въстание от 1903 година 55 къщи в селото са опожарени. Българската църква носи името „Свети Димитър“. След въстанието селото получава помощи от българския владика Григорий Пелагонийски.
Маликъ чаушъ, колджия на режито, държеше въ селото нѣколко овни и една крава. Той прати извѣстие въ селото да му се дадатъ овнитѣ и кравата и ако селянитѣ събератъ и само нѣколко пушки му прѣдадатъ, той щѣлъ да настои да не се изгори селото. Селянитѣ отговориха отрицателно. Тогава той рекълъ да си отмъсти. И наистина, на 15. авг. около 7 часътъ, 300 души войска и башибозукъ начело съ Реджебъ юзбаши и Маликъ чаушъ нападнаха селото, ограбиха го и го изгориха. Между башибозкускитѣ прѣдводители видѣхме още Фератъ гиритли, братъ му Ибишъ и внукъ му Ферадъ Курте, селски полякъ, послѣ Юсрефъ Шахче и Хасанъ Юмеръ, борзанъ—колджия. Населението изпраздни селото и се скри въ ближната гора. Башибозукътъ откара говедата и овцитѣ, които намѣри, 30 коне, оскверни ни черквата и си замина заедно съ
войскитѣ къмъ с. Кривени. Нъ Маликъ чаушъ не останалъ доволенъ отъ туй , че не можалъ да намѣри никого въ село. Той се заканилъ другъ пѫть да нападне и хора да убие. И скоро сполучи въ това. На 25. авг. нѣкои селяни работѣха на полето Хюсейнъ Челйо и Маликъ чаушъ съ 10—тина свои другари и 10 души войници отъ запасния прищински табуръ спускатъ се по полето и улавятъ 13 души мѫже отъ Златари. Слѣдъ това докарватъ ги въ селскитѣ ливади и взематъ да ги връзватъ трима по трима като имъ казватъ че ще ги водятъ въ Рѣсенъ. Селянитѣ почватъ да викатъ, понеже пѫтьтъ за Рѣсенъ бѣ прѣсѣченъ и вързанитѣ се водѣха по една пѫтека на противната страна. Всички гледахме това, нъ никой не посмѣ да се притече на помощь, защото никой отъ останалитѣ въ селото нѣмахме орѫжие. Нещастнитѣ 13 души бидоха откарани въ планината Чешино и тамъ най-мѫченически омъртвени съ ножове и щикове. Единъ отъ тѣхъ, Андрея Трайчевъ, мушнатъ на нѣколко мѣста съ щикъ, прѣсторилъ се на мъртъвъ и влѣчешкомъ достигна до селото, та съобщи за трагичната смърть на своитѣ другари. Селянитѣ се затекоха да съобщатъ на правителството въ Рѣсенъ за това, нъ мюдюринътъ Шемсединъ Хюсни ги испѫдилъ, като имъ казалъ, че не турцитѣ, а комититѣ ги убили. Довечерьта нови войски минаха прѣзъ селото и задигнаха, каквото намѣриха още. Тѣзи войски плѣниха и много жени, които по пѫтя за Рѣсенъ бѣха съблѣкли и оставили буквално голи.
В началото на XX век българското население на селото е под върховенството на Българската екзархия. По данни на секретаря на екзархията Димитър Мишев („La Macédoine et sa Population Chrétienne“) през 1905 година в Златари има 432 българи екзархисти и функционира българско училище.
При избухването на Балканската война 4 души от Златари са доброволци в Македоно-одринското опълчение.
Според преброяването от 2002 година селото има 118 жители.
| Националност     | Всичко |
| северномакедонци | 117    |
| албанци          | 0      |
| турци            | 0      |
| цигани           | 0      |
| власи            | 0      |
| сърби            | 0      |
| бошняци          | 0      |
| други            | 1      |

## Личности
Родени в Златари
- Андрея Трайчев Гайтанов (1882 - след 1943), български революционер, деец на ВМОРО
- Атанас Сарайдаров (1866 – 1925), български военен и революционер
- Георги Митров Неданов (1875 - след 1943), български революционер, деец на ВМОРО
- Георги Павлов Соколов – Чауша (1879 – след 1943), български революционер
- Димитър Гошев, български революционер, деец на ВМОРО, войвода на чета по време на Илинденско-Преображенското въстание[11]
- Наум Шишков, български революционер, деец на ВМОРО, златарски селски войвода през Илинденско-Преображенското въстание, кмет на селото след Първата световна война
- Наум Веслиевски (1921 – 1972), югославски партизанин